# Annette Abbott Adams

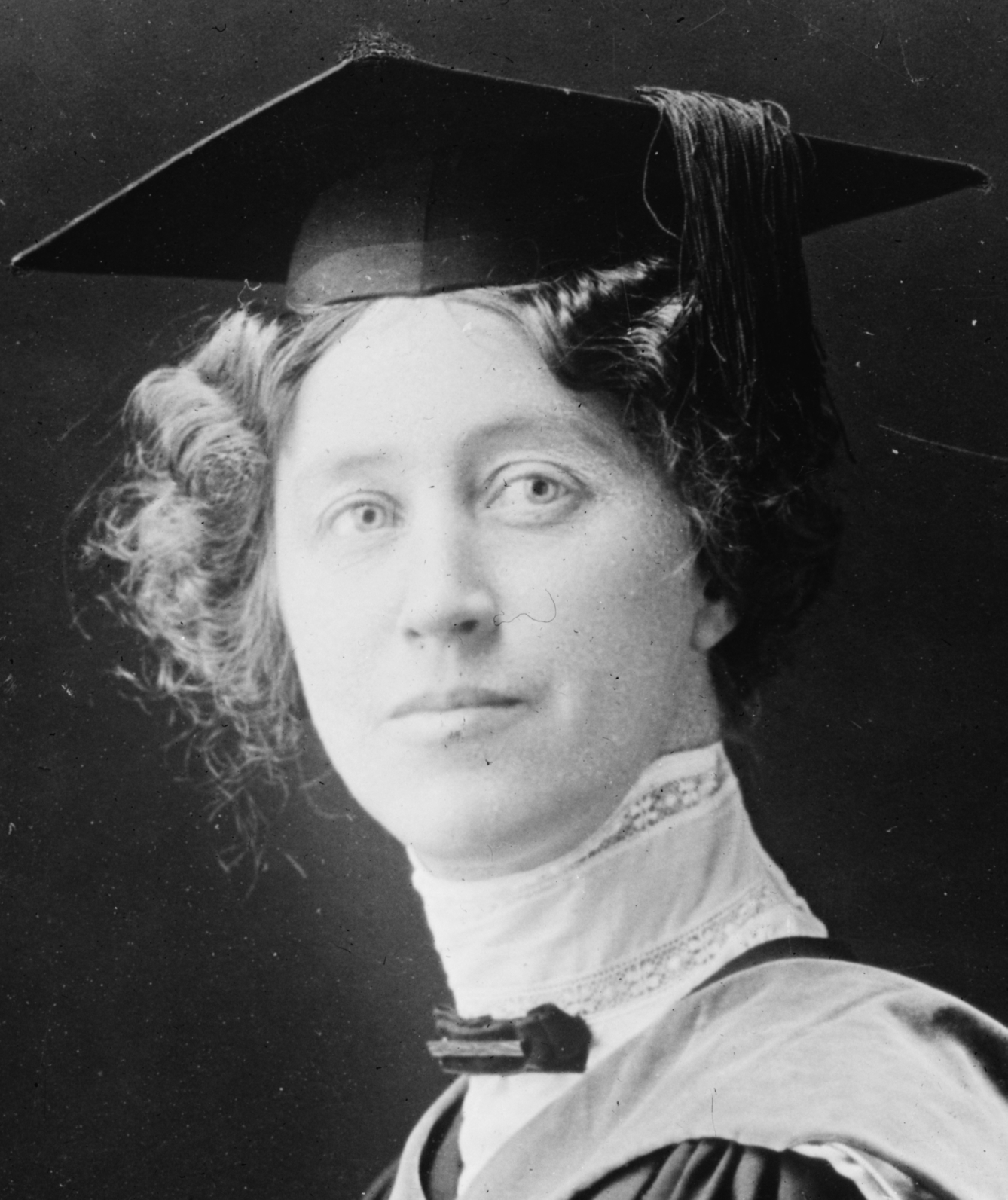
Annette Abbott Adams

Annette Abbott Adams (* 12. März 1877 in Prattville, Kalifornien; † 26. Oktober 1956 in Sacramento, Kalifornien) war eine US-amerikanische Rechtsanwältin und Richterin, die als erste Frau zwischen 1920 und 1921 zur United States Assistant Attorney General berufen wurde.

## Leben

### Lehrerin, Rechtsanwältin und stellvertretende US-Staatsanwalt für Nordkalifornien

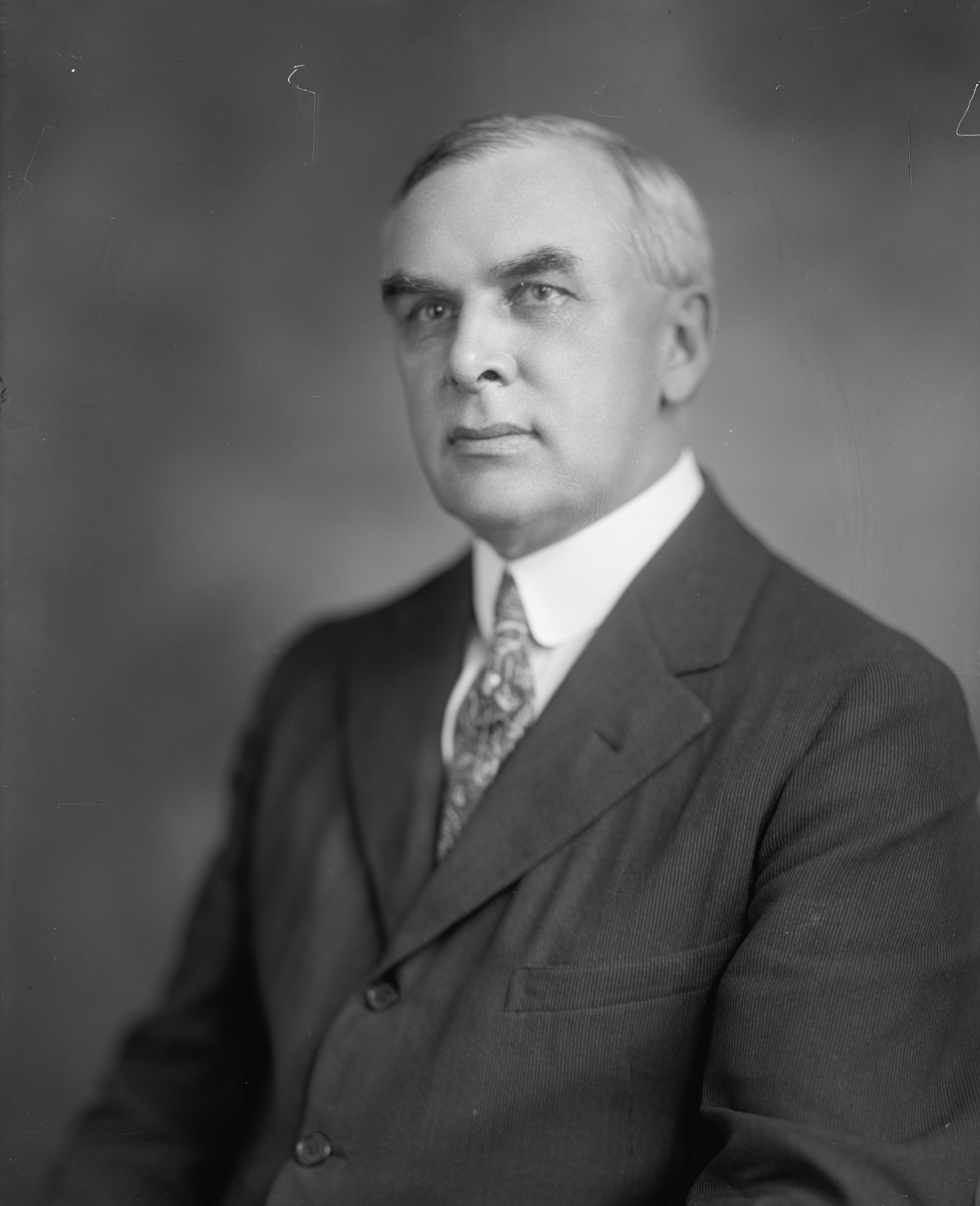
Der Richter und spätere Kongressabgeordnete John E. Raker war einer der ersten Förderer von Annette Abbott Adams.

Annette Abbott Adams, Tochter des Ladenbesitzers und Friedensrichters Hiram Brown Abbott und der Lehrerin Annette Frances Stubbs, erwarb 1897 eine Lehrbefähigung an der Chico State Normal School. Sie wurde Schulmeisterin einer Landschule und begann 1901 ein grundständiges Studium an der University of California, Berkeley, das sie 1904 mit einem Bachelor of Arts (B.A.) beendete. Im Anschluss arbeitete sie wieder als Lehrerin einer Landschule, deren Rektorin sie von 1907 bis 1910 war. Ermutigt durch den Bezirksgerichtsrichter John E. Raker begann sie zugleich ein Studium der Rechtswissenschaften an der sogenannten „Boalt Hall“, der juristischen Fakultät der University of California, Berkeley (UC Berkeley School of Law). 1912 schloss sie als einzige Frau ihres Jahrgangs das Studium mit einem Juris Doctor (J.D.) ab. Nach ihrer anwaltlichen Zulassung bei der Anwaltskammer von Kalifornien (State Bar of California) empfahl der Dekan der Berkeley School of Law dem Eisenbahnunternehmen Western Pacific Railway sie als Justiziarin einzustellen. Nachdem das Unternehmen sie aufgrund ihres Geschlechts abgelehnt hatte, eröffnete sie eine private Anwaltskanzlei in Plumas County. Sie stellte einen Lehrer ein, um ihre Stimme von Sopran zu Bariton zu ändern, um ihrer Rolle im männlich dominierten Juristensystem gerecht zu werden. 1906 heiratete sie Martin H. Adams, verließ ihn aber nach einem Monat und ließ bis 1914 andere davon ausgehen, dass sie Witwe sei, obwohl sie und Adams sich nie scheiden ließen. Dreißig Jahre lang teilte sie ihr Zuhause mit ihrem Bruder.
1912 zog Annette Adams nach San Francisco, um demokratische Frauen im ganzen Bundesstaat hinter Woodrow Wilsons Kandidatur bei der Präsidentschaftswahl in den Vereinigten Staaten 1912 zu organisieren. Sie reiste zu dessen Amtseinführung nach Washington, D.C., und bat um einen Gesprächstermin. Anhaltender Druck, der von Mitgliedern der Frauenclubs auf die neue Regierung ausgeübt wurde, Parteiführer, ihr früher Mentor John E. Raker, der jetzt Mitglied des US-Repräsentantenhauses für Kalifornien war, und insbesondere der US-Staatsanwalt für Nordkalifornien, John W. Preston, konnte sie davon überzeugen, sie gegen den Widerstand von Justizminister (US Attorney General), James C. McReynolds, zur stellvertretenden Staatsanwältin für Nordkalifornien (Assistant US Attorney for the Northern District of California) zu berufen. 1914 wurde sie somit als erste Bundesanwältin vereidigt. Sie verfolgte energisch deutsche und hinduistische Angeklagte, denen eine Verschwörung zur Verletzung des Neutralitätsgesetzes (Neutrality Act of 1794) vorgeworfen wurde, und später amerikanische Sozialisten, denen Kriegsverbrechen vorgeworfen wurden.

### Assistant US Assistant Attorney General

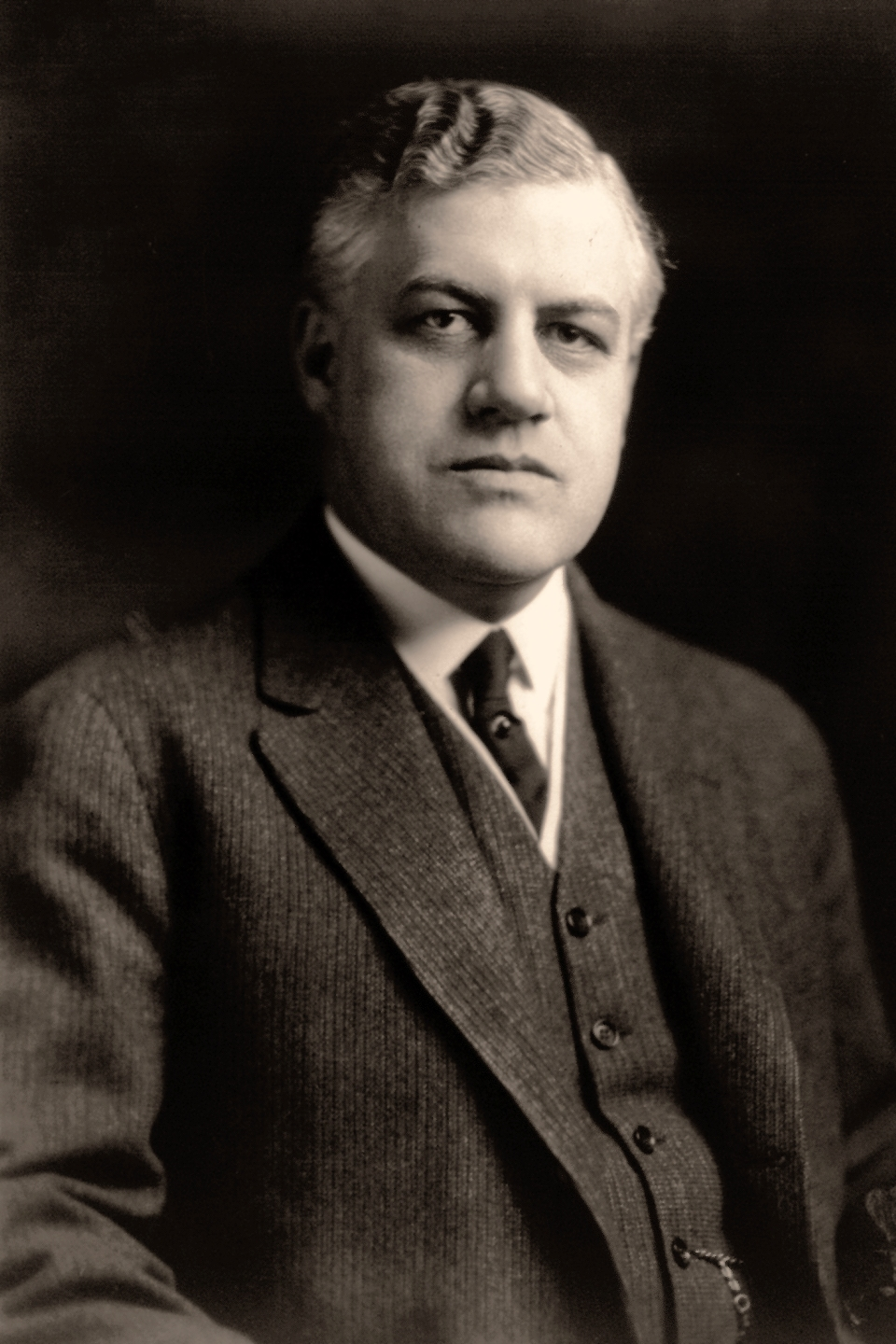
Annette Adams war zwischen 1920 und 1921 als erste Frau Assistant US Assistant Attorney General und damit eine der Vertreter von Justizminister Alexander Mitchell Palmer.

Adams Ruf als Parteiorganisatorin und als örtliche Staatsanwältin ermutigte Generalstaatsanwalt Alexander Mitchell Palmer, sie 1920 als erste Frau den Posten als stellvertretende Generalstaatsanwältin (Assistant US Assistant Attorney General) zu berufen. Ihre ursprüngliche Aufgabe war es, an der Democratic National Convention in San Francisco teilzunehmen und sich für Palmers Kandidatur unter den weiblichen Delegierten einzusetzen. Während ihrer kurzen Amtszeit war sie in allen Bundesgerichtsbezirken für die Verfolgung von Verfahren nach dem sogenannten Volstead Act zuständig, der erlassen wurde, um die Absicht nach dem 18. Zusatzartikel zur US-Verfassung auszuführen, der die Prohibition begründete. Des Weiteren war sie für den Betrieb der Bundesgefängnisse verantwortlich. In dieser Funktion war sie eine Befürworterin einer strengen Strafverfolgung und legte die Rechte von Gefangenen eng aus.
Mit dem Sieg des republikanischen Kandidaten Warren G. Harding bei der Präsidentschaftswahl 1920 endete ihre Amtszeit, da Präsident Harding mit Mabel Walker Willebrandt eine andere Frau zu ihrer Nachfolgerin als Assistierende Justizministerin berief. Daraufhin kehrte Adams nach San Francisco zurück, wo sie in staatlichen und nationalen Parteiaktivitäten aktiv blieb. Sie schaffte es trotz einer aggressiven Kampagne im Jahr 1923 nicht, die Wahl in den Stadtrat (Board of Supervisors) von San Francisco zu gewinnen. Sie machte für ihren Verlust teilweise Frauen verantwortlich, die nicht zur Wahl gingen. Danach setzte sie sich für die Einbeziehung von Frauen in die Parteiorganisation ein und wurde zur Delegierten von Kalifornien für die Democratic National Convention 1924 gewählt.
Während der ersten Kampagne von Franklin D. Roosevelt bei der Präsidentschaftswahl 1932 baute sie demokratische Clubs in Nordkalifornien für die Frauenabteilung des Democratic National Committee auf. Nach der Wahl von Roosevelt wurde ihr der „Frauensitz“ am US-Finanzgerichtshof (US Board of Tax Appeals), dem heutigen US Tax Court, angeboten, um die erste dort amtierende Frau, Annabel Matthews, zu ersetzen.

### Rechtsanwältin, Sonderberaterin US-Regierung und Richterin Berufungsgericht von Kalifornien
Adams zog es jedoch vor, an der Westküste zu bleiben, wo sie als Rechtsanwältin in die private Anwaltskanzlei von John W. Preston eintrat, der zwischen 1926 und 1935 Beigeordneter Richter am Obersten Gerichtshof von Kalifornien (Supreme Court of California) war. Sie praktizierte dort allein und verdiente sich ein respektables Einkommen, indem sie in San Francisco Fälle für einen prominenten Anwalt aus Redding bearbeitete und als Beraterin für die staatliche Zahnärztekammer diente. Sie gewann 1932 einen gefeierten Fall gegen „Painless Parker“, den Zahnarzt, der eine Reihe billiger Praxen einrichtete, um arme Kunden zu bedienen. Sie war auch in mehreren wichtigen Fällen von öffentlichen Versorgungsunternehmen und Wasserrechten erfolgreich. Während ihrer gesamten anwaltlichen Laufbahn vertrat sie Positionen, die die staatliche Regulierung der Wirtschaft befürworteten und sich gegen eine Ausweitung der Rechte der Angeklagten aussprachen, aber die Chancengleichheit für Frauen unterstützten.

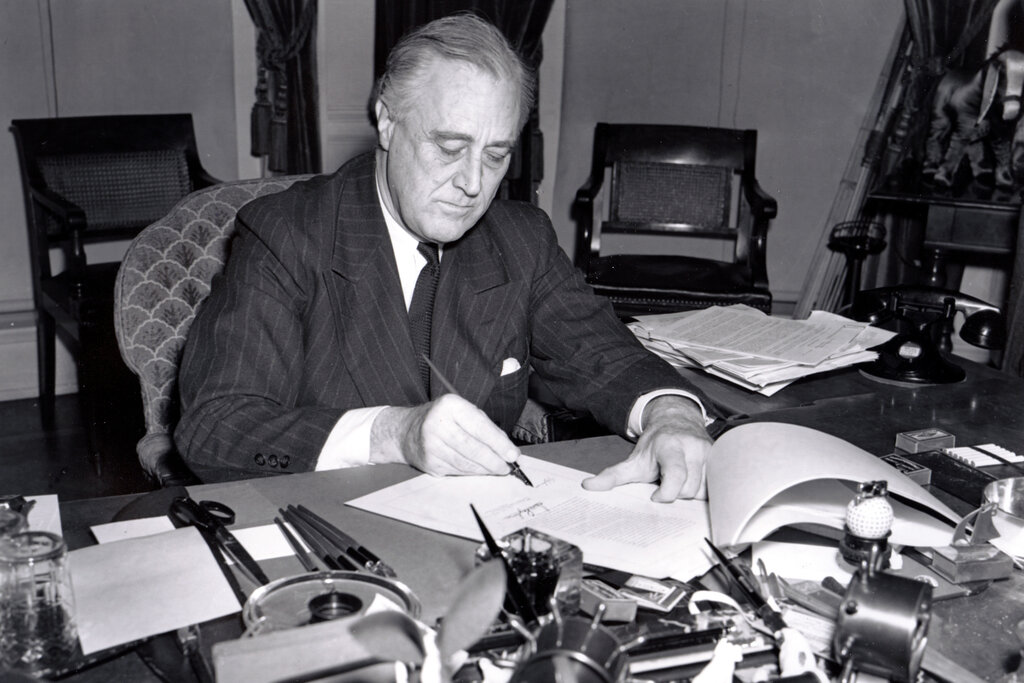
US-Präsident Franklin D. Roosevelt ernannte sie 1935 zur Sonderberaterin der US-Regierung für Fälle von Öl- und Gasreserven.

Adams wollte ein Bundesrichteramt und organisierte 1935 die Unterstützung von Partei-, Rechts- und Frauengruppen für die Ernennung auf eine vakante Position im Bundesbezirksgericht für den nördlichen Bezirks Kaliforniens (US District Court for the Northern District of California). Stattdessen bot Roosevelt ihr eine Sonderberaterposition in Los Angeles an, wo sie unter Preston an Fällen von Öl- und Gasreserven arbeitete. Sie zog 1935 nach Los Angeles und bereitete die Gerichts- und Berufungsunterlagen vor, mit der die US-Regierung das Verfahren um das umstrittene Elk Hills Oil Field und 1939 mehr als 7 Millionen US-Dollar Entschädigung von der Standard Oil Company gewann. Der politische Lohn einer einflussreichen Position kam schließlich 1942, als sie der Gouverneur von Kalifornien Culbert Olson zur vorsitzenden Richterin des State Intermediate Appellate Court, dem für den dritten Bezirk des California Courts of Appeal zuständigen Berufungsgerichts in Sacramento, nominierte. Um in diese Position berufen zu werden, musste sie sich den Wählern stellen und gewann im November 1942 eine zwölfjährige Amtszeit. Als solche war sie 1950 auch die erste Frau, die für einen Fall am Obersten Gerichtshof von Kalifornien (Supreme Court of California) tätig war. 1952 trat sie in den Ruhestand, da sie aus gesundheitlichen Gründen nicht weiter arbeiten konnte.
Adams beobachtete, wie ihre männlichen Kollegen öffentliche Ämter erhielten, die ihren beruflichen und politischen Beiträgen entsprachen, während sie als Prozessanwältin immer in untergeordneten oder kollegialen Positionen erfolgreich war. Obwohl sie von männlichen Politikern als erste Frau in den Dienst der Öffentlichkeit im US-Justizministerium und in die kalifornischen Berufungsgerichte berufen wurde, hatte sie immer das Gefühl, dass ihre Fähigkeiten, Leistungen und Beiträge zur Demokratischen Partei größere Anerkennung und höhere Ämter verdienten.

## Hintergrundliteratur
- Arthur Dunn: A Portia in the Federal Court, in: Sunset Magazine, Februar 1915, S. 334–337
- June Hogan: Annette Abbott Adams, Presiding Justice, in: The Trident, Oktober 1950, S. 31–32
- Joan M. Jensen: Annette Abbott Adams, Politician, in: Pacific Historical Review 35, Mai 1966, S. 185–201
- Louise Eleanor Steiner: Annette Abbott Adams. California’s First Lady of Law, 1972 (Onlineversion (Auszüge))
- Notable American Women. The Modern Period. A Biographical Dictionary, 1980 (Onlineversion)
- John R. Vile: Great American Judges. An Encyclopedia, Band 1, 2003, S. 16 f. (Onlineversion)
- Encyclopedia of Women and American Politics, 2010, S. 15, ISBN 978-1-4381-1032-5 (Onlineversion)